# فينغ كونج
فينغ كونج (بالصينية: 冯巩) هو مخرج وممثل صيني، ولد في 1957 في الصين.

## وصلات خارجية
- فينغ كونج على موقع IMDb (الإنجليزية)
- فينغ كونج على موقع أول موفي (الإنجليزية)
- فينغ كونج على موقع قاعدة بيانات الفيلم (الإنجليزية)
- فينغ كونج على موقع كينوبويسك (الروسية)